# ته‌تتوس (افلاطون)
ته‌تتوس (به یونانی: Θεαίτητος) یکی از مکالمات افلاطون با موضوع شناخت است. افلاطون در سال ۳۶۹ ق. م. این رساله را به یاد ته‌تتوس ریاضی‌دان نوشته‌است.

## خلاصه مکالمه
موضوع بحث شناسایی است. طبق معمول سقراط سؤال می‌کند که شناسایی چیست؟ ته‌تتوس انواع شناسایی را نام می‌برد و سقراط می‌گوید من انواع شناسایی را نخواستم بلکه خود شناسایی چیست؟ ته‌تتوس می‌گوید شناسایی چیزی جز ادراک حسی نیست. سقراط می‌گوید این سخن پروتاگوراس است اگرچه که او به زبان دیگری می‌گوید «انسان مقیاس همه چیز است، مقیاس هستی آنچه هست و چگونه است و مقیاس نیستی آنچه نیست و چگونه نیست.» سقراط انسانِ در جملهٔ پروتاگوراس را انسانِ فردی تفسیر می‌کند نه انسانِ نوعی. می‌گوید وقتی بادی می‌وزد مطابق نظر پروتاگوراس کسی که باد را سرد حس می‌کند سرد و برای کسی که باد را گرم حس می‌کند گرم است. پس باد به هر یک از دو نفر به نحو متفاوتی نمودار می‌شود و اگر نمود با ادراک حسی یکی باشد در این صورت هرکس هر چیزی را در می‌یابد حقیقت است و خطایی در آن راه ندارد.
سقراط سپس هستی‌ شناسی هراکلیتوسی را نقل می‌کند یعنی معرفت‌شناسی پروتاگوراسی را با هستی‌شناسی هراکلیتوسی در می‌آمی‌زد. چیزی به نام «هست» نداریم آنچه که داریم «شدن» است و ناشی از جنبش. «نیست» نداریم آنچه که داریم، «نشدن» است که ناشی از سکون است. آتش نتیجهٔ مالش و جنبش است و خاموشی و سردی نتیجهٔ سکون. سلامتی بدن نتیجهٔ تمرین، حرکت و ورزش است و بیماری نتیجهٔ سکون. شناسایی نتیجهٔ حرکت و جنبش روح است و بی‌فکری نتیجهٔ سکون. حال اگر من رنگی را آبی می‌بینم رنگ آبی نتیجه اصطکاک چشم با جنبشی که خاص آن رنگ است پدید می‌آید. پس برای هر کس یک جور ظاهر می‌شود. برای یک فرد هم در هر دیدنی، یک جور نمودار می‌شود؛ چون فرد همیشه در حال تغییر و آن چیزی هم که متعلق ادراک حسی ماست همیشه در حال جنبش است. لذا دربارهٔ هیچ چیزی نمی‌توان گفت «هست» بلکه باید گفت همه چیز همواره «می‌شود» و «شدن» هر چیز هم همواره برای چیز دیگری است. و حتی با زبان متعارف نمی‌شود سخن گفت وقتی که همه چیز در سیلان باشد بلکه «باید برای خود زبانی تازه بسازند.»
سقراط بعد مسئلهٔ خواب و بیماری مخصوصا دیوانگی را مطرح می‌کند. اگر شناسایی ادراک حسی باشد و هر چیزی برای هر کس همان است که نمودار می‌شود در این‌باره چه باید گفت؟ چگونه ما می‌توانیم بدانیم که در خوابیم یا در بیداری؟ عاقلیم یا دیوانه؟
اگر سخن پروتاگوراس درست باشد؛ هیچ کس از کس دیگر داناتر نیست. هیچ کس خطا نمی‌کند و هیچ کس چیزی به کسی نمی‌تواند بیاموزد و سقراط می‌گوید در شگفتم که چرا پروتاگوراس از مردم پول می‌گیرد که به آنها چیزی بیاموزد. و اصلاً چرا دانشمندان بر سر حقیقت با یکدیگر بحث می‌کنند وقتی هر کسی هر چه که ادراک کرده‌است همان حقیقت باشد. ادراک حسی، تاثرات متضادی را به بار می‌آورد. یک شیء از نزدیک بزرگ است و از دور کوچک یا از یک زاویه یک شکل است و از زاویهٔ دیگر شکلی دیگر. اگر ادراک حسی ملاک باشد حیوانات نیز دارای ادراک حسی هستند در این صورت پست ترین حیوانات در کنار انسان قرار می‌گیرند. اگر نظر من این است که نظر پروتاگوراس نادرست است، پروتاگوراس باید آن را بپذیرد. استدلال دیگر اینکه اگر دیدن مساوی شناختن باشد ندیدن باید مساوی نشناختن باشد. ندیدن مساوی نشناختن است درست نیست چون ما خیلی چیزها را نمی‌بینیم اما می‌شناسیم پس دیدن مساوی شناختن نیز غلط است. آیا وقتی کسی چیزی را نمی‌داند می‌تواند مقیاس حقیقت باشد مخصوصا علم به آینده. اینکه آیا در سال آینده انگور شیرین است یا ترش نظر کشاورز برای ما مقیاس است یا نظر موسیقی‌دان؟ خلاصه اینکه اگر همه چیز در سیلان و جنبش باشد، نمی‌توانیم بپذیریم که شناسایی ادراک حسی است.
ما شوری را با زبان و صدا را با گوش حس می‌کنیم و هر یک نمی‌تواند کار دیگری را انجام دهد. اما وقتی ما دو چیز را از راه دو حس درک می‌کنیم بعد بین آن دو مقایسه می‌کنیم، آیا یکی غیر از دیگری است یا اینکه آنها هر دو یکی هستند و ... روح به پاره‌ای از چیزها خود بی‌واسطه علم پیدا می‌کند و به پاره‌ای چیزهای دیگر به وسیلهٔ نیروهای مختلفی که در تن است در می‌یابد. مثلاً روح خود هستی و نیستی و همانندی و ناهمانندی و همانی و دگری و وحدت و کثرت و فردی و زوجی را در می‌یابد. «پس شناسایی از ادراک حسی حاصل نمی‌شود بلکه بر اثر داوری‌هایی که در بارهٔ ادراک‌های حسی می‌کنیم و نتایجی که از آن داوری‌ها بدست می‌آید» حاصل می‌شود.
دیدن و شنیدن ادراک حسی هستند و چون با ادراک حسی نمی‌توان هستی را دریافت لذا نمی‌توان به ماهیت راستین چیزها راه یابند. لذا قادر به شناسایی نیستند، و هیچ گاه و در هیچ حال شناسایی و ادراک حسی نمی‌تواند یکی باشد.«شناسایی آن حالتی است که روح بخود می‌گیرد هنگامی که خود و برای خود به هستی توجه می‌یابد و بدان می‌پردازد» و این همان است که پندار یا عقیده نامیده می‌شود.
ته‌تتوس می‌گوید پندار گاه درست و گاه نادرست است. شناسایی پندار درست است. در برابر پندار درست پندار نادرست قرار دارد. اشتباه چگونه ممکن است. «روح در حالت تفکر کاری نمی‌کند جز اینکه از خود می‌پرسد و خود پاسخ می‌دهد و باز خود آن پاسخ را می‌پذیرد یا رد می‌کند... پنداشتن نوعی سخن گفتن است و پندار سخنی است، ولی نه سخنی که به یاری صدا به دیگری گفته می‌شود، بلکه سخنی است که روح در حال خاموشی به خود می‌گوید.» سقراط می‌گوید اگر من ته‌تتوس و تئودوروس را بشناسم هرگز نخواهم پنداشت که ته‌تتوس تئودوروس است؛ یا وقتی هیچ‌کدام را نمی‌شناسم یکی را به جای دیگری نمی‌گیرم؛ یا یکی را بشناسم و دیگری را نشناسم باز هم یکی را به جای دیگری نمی‌گیرم. پس وقتی پندار نادرست به وجود می‌آید که «شما دو تن را از دور به نحو غیر روشن ببینم می‌کوشم ادراک حسی حاصل از دیدن هر یک از شما را با نقشی که از او در ضمیر دارم منطبق سازم و بر روی آن نقش قرار دهم تا شناختن دوباره حاصل شود. ولی در این تطبیق به خطا می‌روم. و در نتیجه اشتباه در داوری روی می‌دهد و پندار نادرست حاصل می‌گردد». «ما در مورد چیزی که نمی‌شناسیم و به حس نیز درک نکرده‌ایم دچار پندار نادرست نمی‌شویم. پندار ما همیشه گرد چیزهایی می‌گردد که می‌دانیم و به حس ادراک می‌کنیم، و فقط در مورد این گونه چیزهاست که گاه پندار درست بدست می‌آوریم و گاه پندار نادرست. اگر ادراک حسی را به سوی نقشی ببریم که بدان مربوط است و با آن منطبق سازیم پندار ما درست می‌شود و اگر در این انطباق به خطا برویم، نادرست.»
سقراط در تعریف دانستن می‌گوید «دانستن صاحب شناسائی بودن است». دربارهٔ این‌که شناسایی پندار درست است سقراط می‌گوید گاه در دادگاه قاضی حکم درستی می‌کند بدون این‌که شناسایی داشته باشد. یا این‌که وکلای دادگستری و سخن‌وران در دادگاه در بارهٔ واقعه‌ای در گذشته روی داده در شنوندگان پنداری درست به‌وجود می‌آورند بدون این‌که علم حقیقی در آن‌ها به وجود بیاورند. افلاطون برای این‌که نشان دهد چگونه اشتباه به‌وجود می‌آید از تمثیل موم و مرغ‌دانی استفاده می‌کند و تلاش فراوانی را به خرج می‌دهد. کوشش افلاطون برای دست یافتن به مقصودی است که مکالمه ته‌تتوس را برای آن تصنیف کرده‌است. او می‌خواهد از طریق این مکالمه دلیلی نامستقیم بر درستی نظریهٔ ایده بیاورد.» بعداین تعریف مطرح می‌شود که شناسایی پندار درست است با یک توضیح یا یک بیان. آیا ارائهٔ یک بیان به این معنی است که یک حکم صحیح با کلمات بیان شود، در این صورت با عقیدهٔ درست فرقی ندارد. یا به معنی تجزیه به اجزاء اولیه‌است. سقراط ایراد می‌گیرد که تعریف چیزی نیست جز ترکیب چند نام، و عناصری که تعریف از آن‌ها ترکیب می‌شود نه قابل توضیح اند و نه قابل شناختن، فقط می‌توان آن‌ها را ادراک کرد. «چیزهای مرکب، بر خلاف آنها، هم توضیح پذیرند و هم شناختنی و می‌توان در بارهٔ آنها پنداری درست بدست آورد. حال اگر کسی در بارهٔ چیزی پندار درست داشته باشد ولی نتواند آن را تعریف کند باید گفت که روح او به حقیقت بر خورده ولی شناسایی بدست نیاورده‌است.» پس سؤال این است که چگونه ممکن است عناصر اصلی ناشناختنی باشند ولی هر چه از ترکیب آن‌ها پدید آمده باشد شناختنی باشد؟
توضیح یا تبیین سه معنی دارد «نخست، بیان اندیشه به یاری اصوات و کلمات، و معنی دوم برشمردن جزئیات و رسیدن از جزئیات به کل ...، معنی سوم یعنی بیان خصوصیاتی که چیزی خاص را از چیزها جدا می‌سازد.» پس «کسی که در بارهٔ چیزی پندار درست دارد و از این گذشته از خصوصیتی که مایهٔ جدائی آن از دیگر چیزهاست آگاه می‌باشد، آن چیز را می‌شناسد.» یا پندار درستی که با شناسائی خصوصیات مشخصه همراه باشد. اما اشکالش این است که خود شناسایی در تعریف بکار رفته‌است یعنی می‌شود شناسایی پندار درستی است که با شناسایی همراه باشد. وقتی من مفهوم صحیحی از ته‌تتوس دارم آیا آن صفات و مشخصات ممیزه در آن مفهوم قرار دارد یا نه؟ در صورت اول چیزی اضافه نمی‌شود و در صورت دوم من حق ندارم چیزی را اضافه کنم. شناسایی نه ادراک حسی است و نه پندار درست و نه پنداری که با تعریف و توضیح همراه باشد.

## مطالعهٔ بیش‌تر
- افلاطون (۱۳۵۷)، دورهٔ ۷ جلدی آثار افلاطون، ترجمهٔ محمدحسن لطفی، رضا کاویانی، تهران: انتشارات خوارزمی

دربارهٔ این مکالمه
- Cornford, F.M., «Plato's Theory of Knowledge: The Theaetetus and The Sophist». Dover, ۲۰۰۳ [first published in ۱۹۳۵].
- Klein, Jacob, «Plato's Trilogy: Theaetetus, The Sophist and the Statesman». University of Chicago Press, 1977.
- Benardete, S. , Commentary to Plato's Theaetetus. Chicago: University of Chicago Press, 1984.
- Burnyeat, M.F., The Theaetetus of Plato (with a translation by Jane Levett). Hackett, 1990.
- Campbell, L. , The Theaetetus of Plato. Oxford University Press, 1883.
- Heidegger, M., The Essence of Truth. Continuum, 2002.